# Dia Mundial da Meteorologia
O Dia Mundial da Meteorologia foi criado em 1951 para comemorar a criação da Organização Meteorológica Mundial em 23 de março de 1950. Essa organização anuncia um tema para o Dia Mundial da Meteorologia todos os anos, e esse dia é comemorado em todos os países membros.

## História e atividades
A Organização Meteorológica Mundial (OMM), uma organização das Nações Unidas, foi criada em 23 de março de 1950 para substituir a Organização Meteorológica Internacional. Iniciou suas operações em 1951 para coordenar os países membros nas áreas de meteorologia, hidrologia operacional e ciências da terra para a segurança de sua população. O primeiro Dia Mundial da Meteorologia foi realizado em 23 de março de 1961.

## Temas
Abaixo estão alguns dos temas dos últimos anos:
| - 2023: O Futuro da Temperatura, do Clima e da Água através de Gerações - 2022: Alerta Antecipado e Ação Antecipada - 2021: O oceano, nosso clima e tempo - 2020: Clima e Água - 2019: O Sol, a Terra e o Tempo - 2018: Prontos para o tempo, preparados para o clima - 2017: Compreendendo as Nuvens - 2016: Mais Quente, Mais Seco e Molhado: Enfrente o Futuro - 2015: Conhecimento sobre o clima para a Ação Climática - 2014: Tempo e clima: Envolvimento dos jovens |  | - 2013: Observando o clima para proteger a vida e a propriedade: Comemorando os 50 anos da Vigilância Meteorológica Mundial - 2012: Alimentando nosso futuro com o tempo, o clima e a água - 2011: Clima para você - 2010: 60 anos de serviço para sua segurança e bem-estar - 2009: Tempo, clima e o ar que respiramos - 2008: Observando nosso planeta para um futuro melhor - 2007: Meteorologia polar; compreensão do impacto global - 2006: Prevenção e mitigação de desastres naturais - 2005: Tempo, clima, água e desenvolvimento sustentável - 2004: Tempo, clima e água na era da informação - 2003: Nosso clima futuro |